# Дарлувко

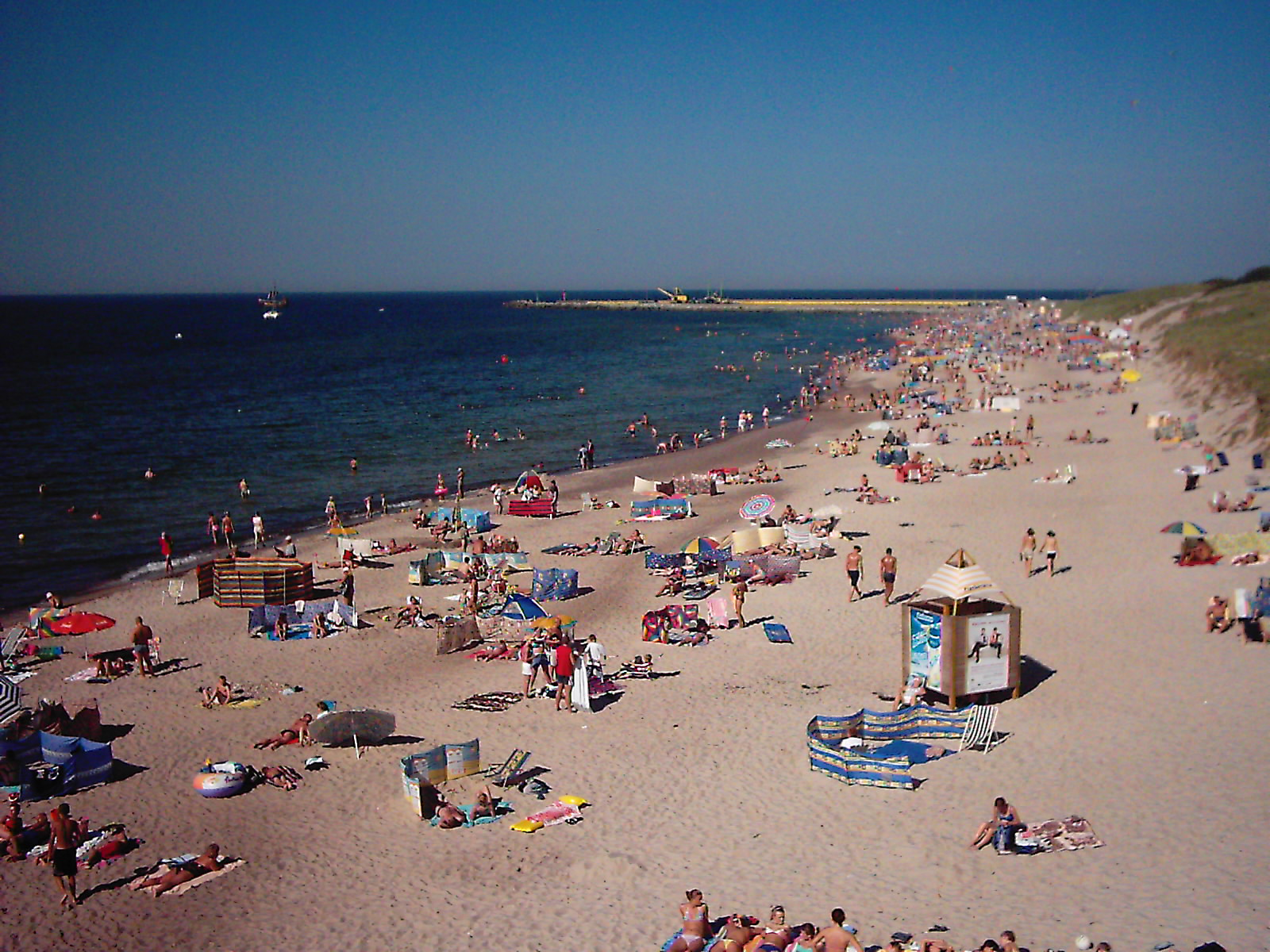
Пляж в Дарлувке

Дарлувко (пол. Darłówko, нем. Rügenwaldermünde) — приморский курортный район города Дарлово на побережье Балтийского моря.
Дарлувко расположен в устье реки Вепши. Здесь проходит ежегодный фестиваль воздушных змеев и ралли исторических автомобилей и военной техники. В районе также находятся порт, разводной мост (ныне пешеходный) и маяк.

## Маяк

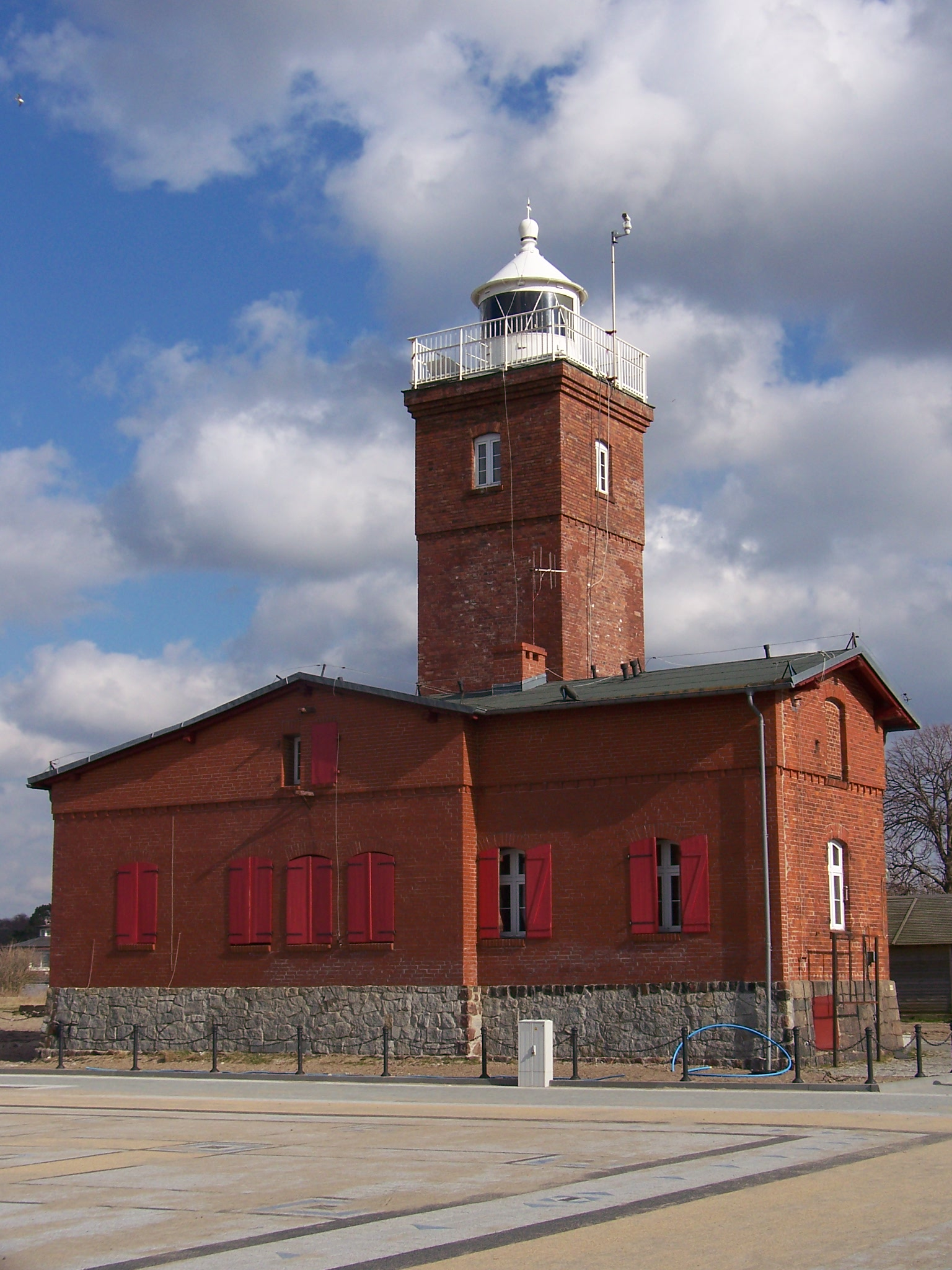
Маяк в Дарлувке